# Мутин (Кролевецкий район)
Му́тин (укр. Мутин, [ˈmut̪ɪɲ], произношениео файле) — село, Мутинский сельский совет, Кролевецкий район, Сумская область, Украина.
Код КОАТУУ — 5922686301. Население по переписи 2001 года составляло 1431 человек.
Является административным центром Мутинского сельского совета, в который, кроме того, входят сёла
Горохово,
Жабкино,
Кащенково,
Кубахово,
Отрохово,
Хоменково и
Малиново.

## Географическое положение
Село Мутин находится на правом берегу реки Сейм,
выше по течению на расстоянии в 3 км расположено село Камень,
ниже по течению на расстоянии в 3,5 км расположено село Божок,
на противоположном берегу — село Новомутин (Конотопский район) и Прилужье (Конотопский район).
Река в этом месте извилистая, образует лиманы, старицы и заболоченные озёра.
Рядом проходит автомобильная дорога Т-1907.

## История
- Село Мутин возникло в первой половине XVII века.

## Экономика
- «Помощник», КП

## Объекты социальной сферы
- Детский сад.
- Школа.
- Фельдшерско-акушерский пункт.

## Религиозные сооружения
- Храм Равноапостольной княгини Ольги.

## Археология
Между селами Мутин и Камень на правом берегу реки Сейм в 2009 году нашли компактный могильник рубежа эр с 14 богатыми трупосожжениями в урнах. Погребения относят к фазе А3 пшеворской культуры (примерно одновременной фазе Латен D2). Выше могильника на одном из мысов обнаружено небольшое городище, защищённое с напольной стороны высоким крутым валом. В шурфах на площадке городища встречены находки скифского периода и роменской культуры.